# Dům U Dvou zlatých medvědů
Dům U Dvou zlatých medvědů, někdy také zvaný U Zlatého medvěda, je dům čp. 475 na Starém Městě v Praze na rohu Melantrichovy (č. 16) a Kožné ulice (č. 1). Stojí vedle domu U Stříbrné konvice. Je chráněn jako kulturní památka České republiky.
Dům vznikl ze dvou gotických domů a pivovaru. První zmínka o něm je z roku 1403. Na počátku 15. století byl výrazně přestavěn, v 1. čtvrtině 16. století pak znovu. Renesančně byl přestavěn ve dvou etapách: před rokem 1567 a před rokem 1600. První renesanční přestavba, při které mj. vznikly arkády, se pravděpodobně udála v době, kdy dům vlastnil Jan Kosořský z Kosoře doložený zde roku 1564. Objevily se nepřesvědčivé domněnky, že se na přestavbě mohl podílet Bonifác Wolmut. Další velká, raně barokní přestavba se pravděpodobně udála mezi lety 1683 až 1702, nepřímo ji dokládá zdvojnásobení ceny domu. Třetí patro bylo přistavěno po roce 1726. V roce 1940 byl dům drobně upravován a větší rekonstrukcí prošel v 70. letech 20. století, kdy byl adaptován pro Muzeum hlavního města Prahy.
Nad vchodem z Kožné ulice je umístěna deska s portrétem Egona Erwina Kische od Břetislava Bendy z roku 1956. Kisch se v domě, který jeho rodina vlastnila, narodil v roce 1885.